# Cataspilota pulchra
Cataspilota pulchra är en bönsyrseart som beskrevs av Roger Roy 1991. Cataspilota pulchra ingår i släktet Cataspilota och familjen Mantidae. Inga underarter finns listade i Catalogue of Life.